# I Need U (canção de BTS)
"I Need U" é uma música gravada pelo grupo masculino sul-coreano BTS como o single principal de seu terceiro EP, The Most Beautiful Moment in Life, Part 1 (2015). A versão original em coreano foi lançada pela Big Hit Entertainment em 29 de abril de 2015 na Coreia do Sul. A versão em japonês foi lançada em 8 de dezembro de 2015 no Japão, sob o selo da Pony Canyon.

## Composição
A versão original da música está na tonalidade de Fá menor e tem 158 batidas por minuto.

## MV
O teaser da versão coreana da música foi lançado no YouTube pela Big Hit em 23 de abril de 2015 e o videoclipe oficial em 29 de abril de 2015 na Coreia do Sul. Originalmente classificado como 19+, o vídeo, no qual os membros do BTS retratam uma juventude problemática, foi editado para reduzir a classificação de 19+ para 15+. Após seu lançamento, "I Need U" atingiu um milhão de visualizações em 16 horas - o registro mais rápido de qualquer vídeoclipe do BTS na época. Em 10 de maio, foi lançada a versão original do videoclipe, sem cortes, com classificação de 19+. Ele incluiu quase dois minutos de cenas estendidas contendo temas mais pesados e com imagens mais gráficas do que o vídeo anterior. Ambas as versões do videoclipe foram produzidas e dirigidas pela Lumpens. Em 20 de novembro de 2017, o videoclipe alcançou 100 milhões de visualizações no YouTube, tornando-se o décimo videoclipe do BTS a conseguir tal feito.
O teaser da versão japonesa foi lançado em 21 de novembro de 2015 e o videoclipe em 1º de dezembro de 2015. Foi dirigido por Ko Yoojung da Lumpens.

## Edições
A versão coreana da música não foi lançada como um single individual. Dois remixes oficiais da faixa foram lançados em maio de 2016 no álbum de compilação The Most Beautiful Moment in Life: Young Forever.
A versão japonesa da faixa foi lançada como single individual e incluiu ainda duas músicas que também eram versões japonesas de músicas do EP original em coreano. Quatro edições do single foram disponibilizadas:
- Edição limitada [CD + DVD] PCCA-04298: Esta edição inclui um DVD contendo filmagens do making of do álbum.[18]
- Edição regular [Apenas CD] PCCA-04300: Esta edição incluiu 1 de 8 photocards colecionáveis disponíveis apenas com os primeiros álbuns vendidos.[19]
- Edição limitada (Loppi·HMV) [CD + DVD] BRCA-00071: Esta edição inclui um DVD contendo gravações do videoclipe e uma galeria de fotos exclusiva.[20]
- Edição do Pony Canyon BTS SHOP [Apenas CD] SCCA-00032: Esta edição incluiu 1 de 8 photocards de produção limitada com uma mensagem especial de Natal nele.[21]

## Lista de músicas
| Versão coreana [Original] |            |                                               |          |         |  |
| N.º                       | Título     | Letras                                        | Produtor | Duração |  |
| 1.                        | "I Need U" | Pdogg "Hitman" Bang RM SUGA J-Hope Brother Su | Pdogg    | 3:31    |  |

| Versão coreana [álbum de compilação] |                        |                                   |                      |         |  |
| N.º                                  | Título                 | Letras                            | Produtor             | Duração |  |
| 1.                                   | "I Need U" (Urban Mix) | Pdogg "Hitman" Bang RM Brother Su | 보라돌이 Slow Rabbit | 3:35    |  |
| 2.                                   | "I Need U" (Remix)     | Pdogg "Hitman" Bang RM Brother Su | SHAUN                | 3:42    |  |

| Versão japonesa [Edição Regular]+[Edição de loja] |                                                                |                                              |                |         |  |
| N.º                                               | Título                                                         | Letras                                       | Produtor       | Duração |  |
| 1.                                                | "I Need U" (Japanese Ver.)                                     | Pdogg Hitman Bang RM SUGA Brother Su J-hope  | Pdogg          | 3:32    |  |
| 2.                                                | "Dope (-超ヤベー!-)" (Japanese Ver.)                           | Pdogg Ear Attaack Hitman Bang RM SUGA J-hope | Pdogg          | 4:01    |  |
| 3.                                                | "Boyz with Fun (フンタン少年団) [Faixa bônus]" (Japanese Ver.) | SUGA Pdogg Hitman Bang RM J-hope Jin Jimin V | SUGA Pdogg     | 4:05    |  |
| Duração total:                                    | Duração total:                                                 | Duração total:                               | Duração total: | 11:39   |  |

## Promoções

### Coreia
Em 29 de abril de 2015, antes do lançamento do videoclipe de "I Need U" à meia-noite, o BTS transmitiu um show ao vivo no aplicativo de transmissão V LIVE da Naver. Esta foi a primeira vez que o grupo colaborou com a Naver para promoções de um álbum. Em 30 de abril, o BTS realizou sua primeira performance no M Countdown, no canal da Mnet. Duas faixas do álbum, "Boyz with Fun" e "Converse High", foram consideradas impróprias para transmissão pela KBS devido a letras contendo palavrões e nomes de marcas, tais como: Converse, Chanel, e Alexander McQueen. Esta última faixa também foi considerada imprópria para transmissão pela MBC. No entanto, o grupo passou a promover com sucesso em vários programas e vários canais, inclusive na KBS, MBC, SBS e na Arirang TV. O BTS encerrou as promoções de "I Need U" com a última apresentação realizada no dia 31 de maio na transmissão do Inkigayo, no canal da SBS.

### Japão
Para comemorar o lançamento do single japonês e gerar mais interesse do público, uma loja de pop-up em colaboração com o Shibuya Marui foi anunciada em 18 de novembro de 2015. A loja funcionou de 28 de novembro a 20 de dezembro e vendeu a edição limitada de "I Need U" e produtos oficiais do BTS. Três eventos de hi-touch (aperto de mão) foram anunciados em Novembro e Dezembro. Eles foram realizados em Osaka (30 de janeiro), Tóquio (31 de janeiro), e Sapporo (7 de fevereiro).

## Desempenho comercial
Imediatamente após o lançamento, "I Need U" tornou-se o principal termo mais pesquisado em sites de portal coreano e ficou em primeiro lugar em várias paradas musicais em tempo real, Incluindo Soribada, Genie, e Daum Music. A música também conseguiu quebrar o top 10 do Melon, Bugs e as paradas musicais em tempo real da Naver Music. O single estreou em 5º lugar em ambos os charts do Gaon Weekly Digital Chart e o do Gaon Download Chart com 93.790 unidades digitais vendidas em sua primeira semana. O single acumulou mais de 850.000 downloads digitais.
Em 5 de maio de 2015, "I Need U" ficou em 1º lugar no programa de música sul-coreano The Show da SBS MTV, marcando a primeira vitória de uma música do BTS desde sua estreia. O grupo passou a ganhar mais um prêmio no The Show, um no Show Champion da MBC, um no M Countdown da Mnet, e um no Music Bank da KBS, ficando com um total de cinco prêmios.
"I Need U" também ficou em 4º lugar no Billboard World Digital Songs Chart, ficando em primeiro lugar entre as seis faixas do EP que entrou no chart.

## Performances ao vivo
Além das promoções em vários programas de música da Coreia, "I Need U" foi apresentada ao vivo em vários dos maiores shows e festivais da Coreia do Sul, incluindo o Dream Concert de 2015, 열린음악회 (Open Concert) da KBS1, Asia Song Festival em Busan, e o Super Seoul Concert no Sky Dome em 2015. Uma versão remixada da música foi apresentada pela primeira e única vez no Melon Music Awards em 7 de Novembro de 2015.
A música também foi apresentada em grandes eventos no exterior, como o 17º Korea & China Song Festival em Pequim, na China, e o Kpop Concert Live em Yangon, no Mianmar, em 2015, realizado para comemorar o 40º aniversário das relações diplomáticas de Coréia-Mianmar.

## Créditos
Os créditos da versão em japonês são adaptados das notas do CD de I Need U.
Gravação e Gerenciamento
Gravado no Dogg Bounce e no Carrot Express, Coreia do Sul. Gerenciado na Asia Content Center Inc., Japão.
| - Produção – Pdogg - Teclado – Pdogg (Faixas 1-3), SUGA (Faixa 3) - Sintetizador – Pdogg (Faixas 1, 2), Suga (Faixa 3) - Letra da música – km-Markit - Refrão – Jungkook (Faixas 1-3), V (Faixa 2) - Arranjo do Rap – Pdogg (Faixas 1-3), Suga (Faixa 3) - Arranjo do Vocal – Pdogg (Faixas 1-3), Slow Rabbit & Suga (Faixa 3) - Engenheiros de Gravação - Pdogg @ Dogg Bounce - Slow Rabbit @ Carrot Express - Engenheiros de Mixagem - James F. Reynolds @ Schmuzik Studios, Londres, Inglaterra. (Faixas 1 & 2) - Bob Horn @ Echo Bar Studio, North Hollywood, Califórnia. (Faixa 3) - Masterização - Alex DeYoung @ DeYoung Mastering, Los Angeles, Califórnia. |

Apoio / Coreia
| - Produtor – Pdogg - Co-Produtor – "hitman" bang - A&R – Lee Jooyoung - Audio – Slow Rabbit - Engenheiros de música – Yang Changwon, Kim Bosung | Créditos visuais e de vídeo - Diretor de Performance - Son Songdeuk (Mr.Son) - MV - LUMPENS - Diretor de Criação Visual – Kim Seonghyeon - Equipe de criação visual – Lee Hyunju, Lee Sunkyoung - Estilista de cabelo – Park Naejoo - Cabeleireiro assistente – Kim Segyeong, Seo Jinyoung, Kwon Sohee - Estilista De Maquiagem – Kim Dareum - Estilista Assistente de Maquiagem – Kwon So Jeong - Estilista – Lee Hajeong - Estilista Assistente – Kim Hyesoo, Jeong Chaewon |

Apoio / Japão
| - Produtores executivos - Masahiko Mizuguchi (Pony Canyon Inc.) - Kazuo Ishikawa (Pony Canyon Inc.) - Takaomi Deguchi (Asia Content Center Inc.) - Produtores Gerais - Yukiko Hirayama (Pony Canyon Inc.) - Eisuke Saito (Asia Content Center Inc.) - Gerenciador de artistas (Asia Content Center Inc.) - Jihyun Yu - Azusa Suzuki - A&R – Naotaka Yamaguchi, Shinichi Ishii (Pony Canyon Inc.) - Direção de arte – Nobuaki Iijima (npc) - Coordenação de Arte – Yoshihiro Kinoshita (D-Code) - Designer – Yusuke Naomoto (npc) - Fotógrafo – Shoji Miyake (D-Code) - Fotógrafo assistente – Kim Jung Hyun - Tradutor – Garam Cho (Pony Canyon Inc.) | Créditos de vídeo - Diretor - Ko Yoojung, LUMPENS - Diretores assistentes – Lee Wonju, Ko Hyunji, Lee Jonghun, Jung Nuri - Diretor de fotografia – Nam Hyunwoo - Focus Puller – Lee Seogoo - Gaffer – Kim Kyungsuk - Jimmy Jib – Song Kwangho - Art – Cho Yoona |

## Charts
| Chart (2015)                            | Posição |
| --------------------------------------- | ------- |
| Japão Billboard Japan Hot 100           | 2       |
| EUA Billboard World Digital Chart       | 4       |
| Coreia do Sul Gaon Weekly Digital Chart | 5       |
| Filipinas BillboardPH Hot 100           | 77      |

| Chart (2015)                        | Posição |
| ----------------------------------- | ------- |
| Japão Billboard Japan Hot 100       | 4       |
| Japão Oricon Daily CD Single Chart  | 1       |
| Japão Oricon Weekly CD Single Chart | 3       |
| Japão Oricon Yearly CD Single Chart | 67      |

## Vendas
| País          | Chart               | Versão    | Vendas  |
| ------------- | ------------------- | --------- | ------- |
| Coreia do Sul | Gaon Download Chart | Original  | 617,193 |
| Japão         | Oricon              | Japonesa  | 95,668  |
| Coreia do Sul | Gaon Download Chart | Urban Mix | 30,063  |
| Coreia do Sul | Gaon Download Chart | Remix     | 24,857  |

## Prêmios e indicações
| Ano  | Prêmiação          | Categoria       | Resultado | Ref           |
| ---- | ------------------ | --------------- | --------- | ------------- |
| 2015 | Melon Music Awards | Best Male Dance | Venceu    | [ 57 ] [ 58 ] |

### Prêmios em programas de música
| Canção     | Programa      | Data               |
| ---------- | ------------- | ------------------ |
| "I Need U" | The Show      | 5 de maio de 2015  |
| "I Need U" | M Countdown   | 7 de maio de 2015  |
| "I Need U" | Music Bank    | 8 de maio de 2015  |
| "I Need U" | The Show      | 12 de maio de 2015 |
| "I Need U" | Show Champion | 13 de maio de 2015 |

### Listas de fim de ano
| Crítico/Publicador | Lista                           | Classificação | Ref.   |
| ------------------ | ------------------------------- | ------------- | ------ |
| Idolator           | The 25 Best K-Pop Songs Of 2015 | 15            | [ 65 ] |
| Metro              | K-pop’s best 19+ rated videos   | —             | [ 66 ] |

## Histórico de lançamentos
| Região | Data de lançamento    | Formato          | Versão           | Gravadora             | Ref.   |
| ------ | --------------------- | ---------------- | ---------------- | --------------------- | ------ |
| Várias | 29 de abril de 2015   | Digital download | Original         | Big Hit Entertainment | [ 67 ] |
| Várias | 8 de dezembro de 2015 | Digital download | Japonesa         | Big Hit Pony Canyon   | [ 68 ] |
| Várias | 2 de maio de 2016     | Digital download | Urban Mix, Remix | Big Hit Entertainment | [ 69 ] |